# Sporting Clube de Bafatá
El Sporting Clube de Bafatá es un equipo de fútbol de Guinea-Bisáu que juega en el Campeonato Nacional de Guinea Bissau, la liga de fútbol más importante del país.

## Historia
Fue fundado en el año 1937 en la ciudad de Bafatá y ha salido campeón de liga en 2 ocasiones, aunque no ha podido participar en torneos continentales a pesar de ello. Su uniforme, nombre y escudo están inspirados en el Sporting Lisboa de Portugal.
Su única oportunidad hasta ahora no lo pudo aprovechar debido a problemas financieros, por lo que tuvo que abandonar la Liga de Campeones de la CAF del año 2009 cuando iban a enfrentar en la ronda preliminar al Club Africain de Túnez.

## Palmarés
- Campeonato Nacional de Guinea Bissau: 2

1987, 2008

## Participación en competiciones de la CAF
- Liga de Campeones de la CAF: 1 aparición

2009 - abandonó en la Ronda Preliminar